# Hidrocentrală

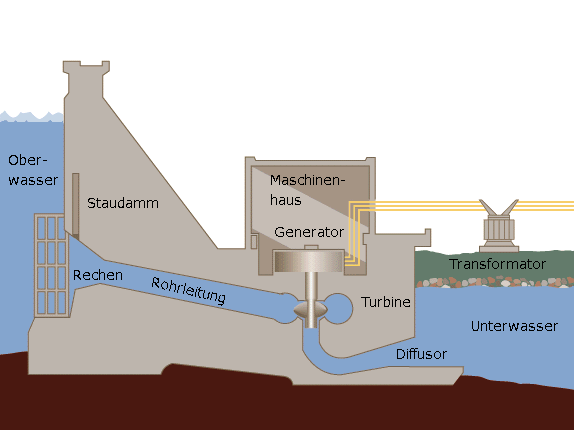
Schema unei hidrocentrale prevăzută cu o turbină Kaplan

O hidrocentrală este o centrală electrică folosită pentru a transforma energia hidraulică (energia potențială a apelor din râuri și lacuri) în energie electrică.
Primul baraj al unei centrale hidroelectrice a fost construit în 1889 pe râul american Willamette⁠(d) (Oregon) (proiectul T. W. Sullivan Hydroelectric Plant⁠(d)).

## Funcționare
Printr-un baraj de acumulare a apei pe cursul unui râu, unde poate exista eventual și o cascadă, se realizează acumularea unei energii potențiale, transformată în energie cinetică de rotație prin rotirea turbinelor hidrocentralei. Această mișcare de rotație este transmisă mai departe printr-un angrenaj de roți dințate generatorului de curent electric, care transformă energia mecanică în energie electrică.

## Putere
Puterea, P, este determinată de debitul Q în m3/s, de diferența de nivel h în m și de randamentul hidraulic și cel al echipamentului, η.
Un calcul aproximativ al puterii se poate face folosind aproximarea:
{\displaystyle P=\eta \rho Qgh}
unde g este accelerația gravitațională, ρ este densitatea.
Cu g = 9,81 m/s2, ρ = 1000 kg/m3 și estimând η = 0,71, relația de mai sus devine:
{\displaystyle P=7Qh}     [kW]
Hidrocentralele moderne au un randament de până la 90 %.

## Tipuri de hidrocentrale

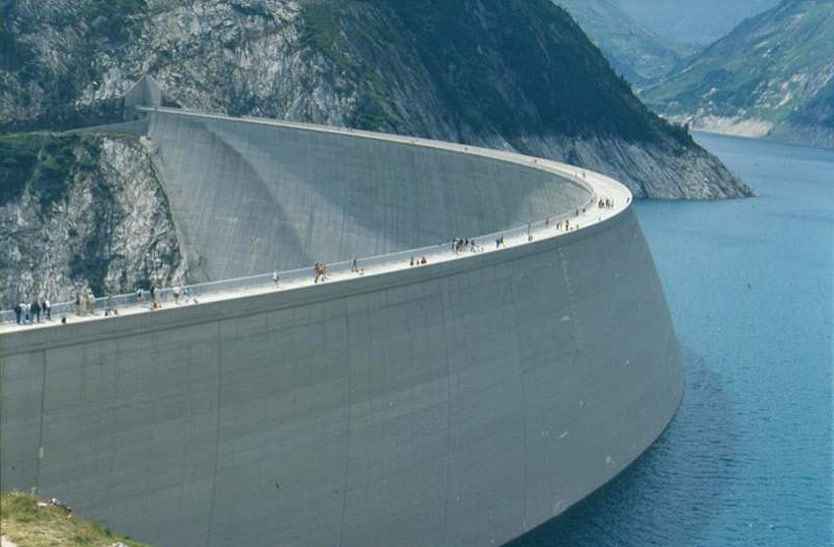
Lac de acumulare pe Valea Mal, Austria

Folosirea căderii de apă acest parametru este determinat de diferența de nivel dintre oglinda apei din lacul de acumulare (în spatele barajului) și oglinda apei de jos după ce apa a trecut prin turbină. După acest criteriu sunt hidrocentrale:
1. cu o cădere mică de apă - < 15 m, debit mare, cu turbine Kaplan
2. cu o cădere mijlocie - 15–50 m, cu debit mijlociu, cu turbine Francis sau Kaplan
3. cu o cădere mare 50–2.000 m, cu un debit mic de apă, turbinele utilizate fiind turbinele Pelton sau Francis

Hidrocentralele mai pot fi clasificate după capacitate, sau după felul construcției, ca de exemplu hidrocentrale:
1. așezate pe firul apei (centrale fluviale), producând curent în funcție de debitul râului respectiv
2. cu lac de acumulare
3. CHEAP - centrale hidroelectrice cu acumulare prin pompaj
4. cu caverne pentru acumularea apei

## Avantaje
- Avantajul economic, randament ridicat, preț de cost redus, având o viață lungă
- Avantajul ecologic, nu poluează mediul înconjurător, uneori pot genera conflicte când sunt amplasate în parcuri naționale sau când nivelul apei barajului acoperă localități.